# Stig Trägårdh
Stig Edvin Trägårdh, född 8 mars 1914 i Stockholm, död 11 maj 1997 i Fiskebäckskil, var en svensk målare, tecknare och teckningslärare.
Stig Trägårdh var son till Karl Magnus Edvin Trägårdh och Anna Maria Karolina Ahlbin samt från 1942 gift med läraren Kerstin Hansen. Trägårdh utbildade sig till teckningslärare vid Tekniska skolans högre konstindustriella avdelning i Stockholm 1931–1936 samtidigt bedrev han från 1932 målarstudier vid Ollers målarskola. Efter studierna följde studieresor till bland annat Frankrike, Spanien och Portugal. Parallellt med sitt arbete som teckningslärare i Skara och Uddevalla var han verksam som konstnär. Separat ställde han bland annat ut i Skara och Falköping. Tillsammans med Knut Grane och Olle Lisper ställde han ut på De ungas salong i Stockholm och tillsammans med Valentin Andersson och Holter Wilson i Axvall. Han medverkade i Sveriges allmänna konstförenings vårsalonger och samlingsutställningar med provinsiell konst i Uddevalla. Som illustratör illustrerade han bland annat Germund Michaneks Skalder i Skara. Hans konst består av landskapsskildringar, stilleben och figurmåleri utförda i olja eller gouache. Trägårdh är representerad vid Uddevalla lasarett.